# Devariem
Devariem ist eine Lübecker Thrash-Metal-Band, die im Jahr 2009 gegründet wurde.

## Geschichte
Die Band wurde im Mai 2009 vom Gitarristen Benjamin Botev gegründet, wobei der Bandname laut Botev keine Bedeutung hat. Nachdem vier weitere Mitglieder die Besetzung vervollständigt hatten, folgten die ersten Auftritte. Kurze Zeit später nahmen sie die EP Peace Was Never an Option unter der Leitung von Lasse Lammert, der auch bereits für Alestorm als Produzent tätig war, im LSD Studio auf. Der Veröffentlichung im Jahr 2011 folgten Auftritte zusammen mit The Sorrow und Týr. Zudem trat die Gruppe auf dem Metal Bash Open Air auf und spielte ein paar Auftritte außerhalb Deutschlands. Im Herbst 2012 begann die Band mit dem Aufnahmen zum Debütalbum Planet Earth: Ground Zero. Es wurde von Eike Freese in den Hammer Studios aufgenommen. Das Album erschien im Jahr 2012 bei Remedy Records. Zum Lied Infyrno wurde zudem ein Musikvideo erstellt. In ihrer Karriere konnte die Band bisher unter anderem auch zusammen mit Bloodwork, Farewell to Arms, Arkona und Diabolical spielen.

## Stil
Laut Frank-Christian Mehlmann von metalnews.de spielt die Band technischen Thrash Metal. Im Interview mit ihm gab Benjamin Botev an, dass er durch seinen Vater beeinflusst wurde, der Musiker war und von Bulgarien nach Deutschland kam. Als Metal-Einflüsse gab er James Hetfield, Robb Flynn und Gary Holt an. Die Texte würden meistens von Themen aus dem täglichen Lebensumfeld stammen und würden von Alex Lendge geschrieben werden. Die Musik sei laut Botev zudem mit der von Kreator vergleichbar. Für Fans von Machine Head sei die Band zu oldschool, während sie für Exodus-Fans zu modern seien. Im Interview mit Cengiz von burnyourears.de gab der Sänger Alex Lendge an, dass Botev für die Lieder meist die Riffs als Grundgerüst schreibt. Danach arbeite die Band die Lieder weiter aus. Zum Klang des jeweiligen Liedes schreibe Lendge dann dazu die passenden Texte. Laut einem Gastautoren auf disctopia.de orientiere sich die Band klanglich an Gruppen wie Machine Head und Exodus. Im Interview gab ihm gab Botev erneut an, durch seinen Vater beeinflusst worden zu sein, da dieser Deep Purple und Black Sabbath gehört habe. Weiter sei er beeinflusst worden, als er Bands wie Metallica und Judas Priest gehört habe. Laut Thomas Strater vom Metal Hammer spielt die Band auf Planet Earth: Ground Zero Thrash Metal, der durch San-Francisco-Bay-Area-Bands wie Testament, Slayer und Exodus beeinflusst worden sei. Die Band versuche möglichst variabel zu klingen, was durch Tempowechsel, sowie abwechslungsreichen Gitarren und Gesang versucht werde.

## Diskografie
- 2011: Peace Was Never an Option (EP, Eigenveröffentlichung)
- 2012: Planet Earth: Ground Zero (Album, Remedy Records)